# Re Mida (film)
Re Mida (The Golden Touch) è un film del 1935 prodotto e diretto da Walt Disney. È un cortometraggio d'animazione della serie Sinfonie allegre, distribuito negli Stati Uniti dalla United Artists il 22 marzo 1935 e basato sul mito di re Mida; fu l'ultimo film diretto da Disney. Partecipò in concorso alla 3ª Mostra internazionale d'arte cinematografica di Venezia.

## Trama

Re Mida scopre di non poter più mangiare

Il ricchissimo Re Mida è ossessionato dall'oro e, pur possedendone già enormi quantità, ne desidera sempre di più. Un giorno, mentre conta il denaro in una cripta, appare un elfo di nome Gialloro, che possiede la capacità di trasformare in oro tutto ciò che tocca e Mida lo supplica di donare anche a lui questo potere. L'elfo ammonisce il re che per lui il tocco d'oro sarebbe una maledizione, ma davanti alle sue insistenze decide di accontentarlo. Inizialmente Mida è entusiasta del suo nuovo potere e ne prova gli effetti trasformando in oro il proprio gatto, l'acqua di una fontana e i fiori del suo giardino. Al momento di pranzare però, il re si accorge che non può più mangiare né bere, perché anche i cibi e le bevande diventano oro al suo tocco. Terrorizzato dalla prospettiva di morire di fame, Mida inizia a soffrire di allucinazioni e dopo aver visto la sua ombra trasformarsi in un Tristo Mietitore dorato che lo minaccia, fugge nella cripta invocando disperatamente Gialloro. Questi appare di nuovo e Mida gli offre tutti i suoi averi e il suo regno per un hamburger. L'elfo accetta di liberare il re dalla maledizione in cambio di tutto ciò che possiede, congratulandosi con lui perché ha finalmente compreso quanto l'avidità sia pericolosa. Tutte le ricchezze di Mida scompaiono, compresi il castello e i suoi abiti; come promesso però, l'elfo gli lascia un hamburger, che il re inizia felicemente a mangiare.

## Distribuzione

### Edizione italiana
Il film fu eccezionalmente doppiato in italiano per la sua proiezione presso la Mostra di Venezia nel 1935, e distribuito in Italia l'anno successivo. Fu ridoppiato dal Gruppo Trenta per l'inclusione nella VHS Silly Symphonies vol. 2 uscita nell'aprile 1987; in tale versione, Goldie è chiamato Dorino. Nel 1995, per la trasmissione televisiva, il corto fu nuovamente ridoppiato dalla Angriservices Edizioni; in questa edizione, Goldie si chiama Gialloro. Tale doppiaggio venne usato nelle varie successive occasioni.

### Edizioni home video

#### VHS
America del Nord
- Disney's Tall Tales (23 aprile 1985)

Italia
- Silly Symphonies vol. 2 (aprile 1987)[6]
- Le fiabe volume 4: La lepre e la tartaruga e altre storie (settembre 2002)[8]

#### DVD
Il cortometraggio fu distribuito in DVD-Video nel primo disco della raccolta Silly Symphonies, facente parte della collana Walt Disney Treasures e uscita in America del Nord il 4 dicembre 2001 e in Italia il 22 aprile 2004. In America del Nord fu incluso anche nel terzo volume della collana Timeless Tales (uscito il 3 gennaio 2006) e nel DVD The Wind in the Willows (uscito il 19 maggio 2009 come quinto volume della collana Walt Disney Animation Collection). In Italia è invece incluso nel DVD La lepre e la tartaruga e altre storie, uscito il 4 dicembre 2003 come quarto volume della collana Le fiabe.

## Altri media
Il cartone animato fu adattato in una storia a fumetti disegnata da Jack Bradbury e pubblicata il 30 giugno 1953 nel secondo numero della testata Silly Symphonies; in Italia fu pubblicata nel n. 81 di Topolino col titolo Il tocco d'oro.